# Canthon humboldti
Canthon humboldti är en skalbaggsart som beskrevs av M. Alma Solis och Kohlmann 2002. Canthon humboldti ingår i släktet Canthon och familjen bladhorningar. Inga underarter finns listade.